# Servitù della gleba in Russia
La servitù della gleba in Russia è stato un complesso di leggi statali che fissavano i contadini a un determinato terreno e li rendevano dipendenti da un proprietario privandoli della libertà personale. Fu in vigore nel periodo dal 1649 fino al 1861.

## Caratteristiche
Le forme più diffuse per lo sfruttamento del lavoro contadino furono la barščina e l'obrok:
- la barščina era un lavoro forzato sul terreno di un proprietario e veniva calcolata in base alla durata del tempo di lavoro o all'entità dei lavori
- l'obrok invece consisteva nel pagamento di un tributo al proprietario terriero con i prodotti o il denaro.

Le dimensioni dei contributi non erano stabilite dalle leggi. Ogni proprietario fissava le tasse per i propri contadini; spesso le tasse erano eccessive e rendevano intollerabile la situazione dei contadini.
Più favorevole era la condizione dei contadini dello stato, che appartenevano direttamente allo stato e non erano attaccati a un proprietario terriero specifico. Anche loro non potevano trasferirsi dal territorio a cui erano attaccati, ma conservavano la libertà personale e  potevano essere testimoni in tribunale ed eleggere rappresentanti allo Zemskij sobor. Tutti i loro doveri furono ridotti al pagare le tasse a favore dello stato. Sotto il regno di Pietro I la maggioranza dei contadini di stato e di chiesa passò però ai latifondisti e perse la libertà personale.
Gradualmente la rappresentanza dei contadini nello Zemskij sobor diminuì, lasciandolo agire nell'interesse della nobiltà.
Spesso con il passaggio di terreni da un proprietario a un altro passavano anche i contadini, che potevano essere regalati, scambiati, giocati a carte, scommessi, venduti anche senza un terreno. La vendita di contadini in Russia dall'inizio del XVIII e fino alla metà del XIX secolo era un affare molto comune. Ma ufficialmente si vendeva "l'anima" indicando in questo modo l'insieme di obblighi di servizio che un contadino portava per legge sia nei confronti di un proprietario sia nei confronti dello stato sotto la responsabilità di un proprietario. A questo nome ufficiale si riferisce Nikolaj Vasil'evič Gogol' nel titolo del suo romanzo Le anime morte.
La legge proibiva la crudeltà verso i contadini. La vita del contadino era protetta, il proprietario era obbligato a mantenerlo economicamente, fornire il cibo nelle cattive annate, i materiali per costruire le case, ecc. Ma questa legge spesso non era rispettata e l'atteggiamento violento verso i contadini era diffuso, ne è un esempio il caso famoso di Dar'ja Nikolaevna Saltykova che torturava i suoi contadini.

### Differenza dalla schiavitù
La servitù della gleba differiva leggermente dalla schiavitù. La vita del servo della gleba formalmente era protetta dalla legge, e il proprietario non lo possedeva interamente. Il proprietario era obbligato a fornire al servo il terreno e gli strumenti per il lavoro. Il servo in teoria poteva presentare un reclamo in tribunale contro il suo proprietario. La legge proteggeva i servi dalle tasse eccessive. I servi, a differenza degli schiavi che erano nella piena proprietà personale del proprietario, si mantenevano da soli, dando parte del loro guadagno (denaro o prodotti) ai proprietari terrieri. Inoltre in Russia il servo venduto per il servizio militare poteva essere promosso fino a ottenere la nobiltà e diventare latifondista ed avere i propri servi della gleba, ricevendo gli stessi diritti del suo ex-proprietario. Questo, tuttavia, accadeva anche nell'antica Roma, ove esistevano i liberti, con la differenza che i liberti venivano resi liberi per atto spontaneo del loro proprietario, invece in Russia i servi della gleba venivano venduti per il servizio militare, procurando un interesse economico al loro antico padrone.

## Storia

### Fasi di adozione
Inizialmente (nei secoli XVI-XVIII) in Russia i latifondisti ricevevano i terreni come ricompensa per il servizio militare o il servizio pubblico. Questo carattere temporaneo e contrattuale distingueva il latifondista dal votčinnik (feudatario), che possedeva il terreno per diritto ereditario. I contadini erano legati ai terreni dai latifondisti, ma non appartenevano al proprietario terriero personalmente, ma allo stato, e non erano attaccati a lui personalmente, ma alla terra a sua disposizione. Il proprietario terriero poteva usare solo una parte dei risultati del loro lavoro, perché non era il loro proprietario, ma un rappresentante dello stato. Secondo Vasilij Ključevskij nei latifondi nascono le condizioni per lo sviluppo della servitù della gleba.
Alla base della servitù della gleba non vi fu una sola legge, ma uno sviluppo graduale. Prima del XV secolo i rapporti fra i contadini e i proprietari terrieri non sottintendevano il divieto di un passaggio da un proprietario a un altro in assenza di debiti.
Le prime limitazioni di questo diritto furono fissate nel Sudebnik del 1497 di  Ivan III di Russia (una raccolta di leggi) che introdusse una tassa (požiloje) per il tempo che un contadino aveva trascorso sulle terre di un proprietario e stabilì un termine in cui un contadino poteva passare da un feudatario a un altro, una settimana prima e una settimana dopo il Giorno di Jurij (26 Novembre).
Le normative di pagamento della tassa e la limitazione dei trasferimenti dei contadini furono specificate nel Sudebnik del 1550 di Ivan IV.
Nel 1581 Ivan IV  sospese temporaneamente il diritto al trasferimento dei contadini con lo scopo di effettuare il censimento.
Un ukaz del 1597 stabilì un vincolo definitivo dei contadini a un proprietario e un terreno partendo dai censimenti effettuati negli anni 1550-1570. Però il termine in cui i proprietari dei contadini fuggiti o rapiti potevano richiedere il loro ritorno era limitato a 5 anni.
La nobiltà russa insisteva sull'estensione del termine di ricerca dei contadini e Alessio Michajlovič soddisfece i loro requisiti. Nel 1649 lo Zemskij sobor approvò la Sobornoje Uloženije (una nuova raccolta di leggi russe) che ammise la ricerca indeterminata dei contadini fuggiti e rese la loro condizione ereditaria. I contadini erano obbligati a rimanere per tutta la vita sulla terra di un determinato proprietario terriero e dargli parte dei risultati del loro lavoro. Lo stesso valeva per i loro familiari. La Sobornoje Uloženije non stabilì in un modo chiaro i diritti dei contadini e questo portò a interpretazioni ambigue e a peggiorare il loro trattamento. Si ritiene che con queste normative sia iniziata la servitù della gleba in Russia.

### Lo sviluppo nel periodo del regno di Pietro I (1682-1725) e dei suoi discendenti
Le riforme di Pietro I introdussero l'obbligo del servizio militare dei contadini, mentre prima il servizio militare era solo il dovere dei nobili. Apparvero i contadini di opera (chiamati anche di possesso) attaccati alle fabbriche. I capi delle fabbriche non avevano il diritto di vendere i contadini di opera senza la fabbrica. Se avevano bisogno di operai più istruiti, li dovevano mandare a ricevere la formazione e pagare le spese.
Un ukaz del 1724 proibì ai latifondisti di intervenire nei matrimoni dei contadini. Prima per il matrimonio serviva il consenso del proprietario, e spesso i proprietari facevano sposare i contadini contro la loro volontà.
Pietro I combatté coerentemente con la vendita dei servi della gleba. Abolì la classe dei votčinniki, che diventarono i latifondisti che possedevano i terreni mentre svolgevano il servizio militare. Un ukaz del 1727 vietò la vendita dei servi della gleba senza le famiglie.
In 1747 i latifondisti ricevettero il diritto di vendere i contadini per il servizio militare con limite di quantità.
Un ukaz del 1760 di Elisabetta Petrovna rese possibile inviare le reclute (con limite di quantità) in Siberia, invio che spesso era usato come una pena.

### Lo sviluppo nel periodo del regno di Caterina II (1762-1796)
Con un ukaz del 1767 Caterina II proibì ai servi della gleba di presentare reclami contro i loro proprietari e andare in tribunale per accusarli di abuso di potere. Il diritto di giudicare i contadini diventò un privilegio del proprietario terriero stesso.
Nel periodo del regno di Caterina II aumentò significativamente la barščina. Spesso i contadini potevano lavorare per sé stessi solo di notte o le domeniche. Molti monasteri furono privati dei contadini, che passarono ai latifondisti, che portò a peggiorare la loro condizione. Caterina II non distingueva i servi della gleba dagli schiavi. Nel periodo del suo regno i latifondisti li ricevettero in pieno possesso. L'unica cosa che non potevano fare era venderli all'estero.
Caterina II diffuse la servitù della gleba anche sul territorio della Riva sinistra ucraina.

## Ribellioni
Le più grandi rivolte furono la rivolta guidata da Ivan Isaevič Bolotnikov (1606-1607), la guerra dei contadini (1667—1671) guidata da Stepan Timofeevič Razin, la ribellione guidata da Kondratij Afanas'evič Bulavin (1707-1708) e la Ribellione dei cosacchi (1773-1775) guidata da Emel'jan Ivanovič Pugačëv. I contadini ribelli cercarono l'abolizione della servitù della gleba, il passaggio dei terreni privati e statali a loro, l'eliminazione del dominio dei proprietari terrieri. In tutti i casi, i ribelli furono sconfitti e condannati a morte.

## Abolizione

### Premesse
Le premesse per l'abolizione della servitù della gleba si svilupparono dalla fine del XVIII secolo. Tutte le classi della società consideravano il sistema della servitù della gleba un fenomeno immorale, che vergognava la Russia. La servitù della gleba divenne inoltre un freno allo sviluppo dell'industria e del commercio alla crescita economica. La condizione dei latifondisti era in declino a causa del lavoro inefficiente dei servi. Il lavoro coercitivo è infatti caratterizzato da una bassa produttività e disinteresse del lavoratore nei risultati. Anche l'aumento delle rivolte contadine mostrava che il sistema della servitù della gleba doveva essere cancellato.
I primi passi per l'abolizione della servitù della gleba furono compiuti da Alessandro I. Il suo Comitato Privato non riuscì a creare una vera riforma, limitandosi all'Ukaz del 1803 "Sui liberi agricoltori" che permise ai latifondisti di liberare i servi, dando a loro i terreni.
Nel 1847, nel periodo del regno di Nicola I, i contadini proprietari ricevettero il diritto di comprare la propria libertà durante le aste in cui le proprietà dei latifondisti venivano vendute per debiti. In alcuni regioni, ad esempio, nel 1852 nella regione di Samara fu introdotto il divieto di richiesta di passaporti dei commercianti e dei lavoratori nei certi periodi, richiesta che contribuiva a mantenere il regime della servitù della gleba.

### Riforma di Alessandro II
Il 19 febbraio 1861 l'imperatore Alessandro II firmò un manifesto sull'abolizione della servitù della gleba. Per questo ricevé il soprannome "Liberatore".
I contadini ricevettero il diritto di riscattare terreni. La maggior parte del prezzo era pagato dallo stato. La parte rimasta era pagata dai contadini, continuando a lavorare per i latifondisti (erano chiamati "temporaneamente vincolati").
La riforma creò le condizioni per trasformare la manodopera in una merce e le relazioni di mercato iniziarono a svilupparsi nel modo tipico di un paese capitalista. La conseguenza dell'abolizione della servitù della gleba fu la graduale formazione di nuove classi sociali della popolazione: il proletariato e la borghesia.
Dopo la riforma le persone non potevano più essere comprate o vendute. E questo fu il suo risultato principale.